# رود هلند

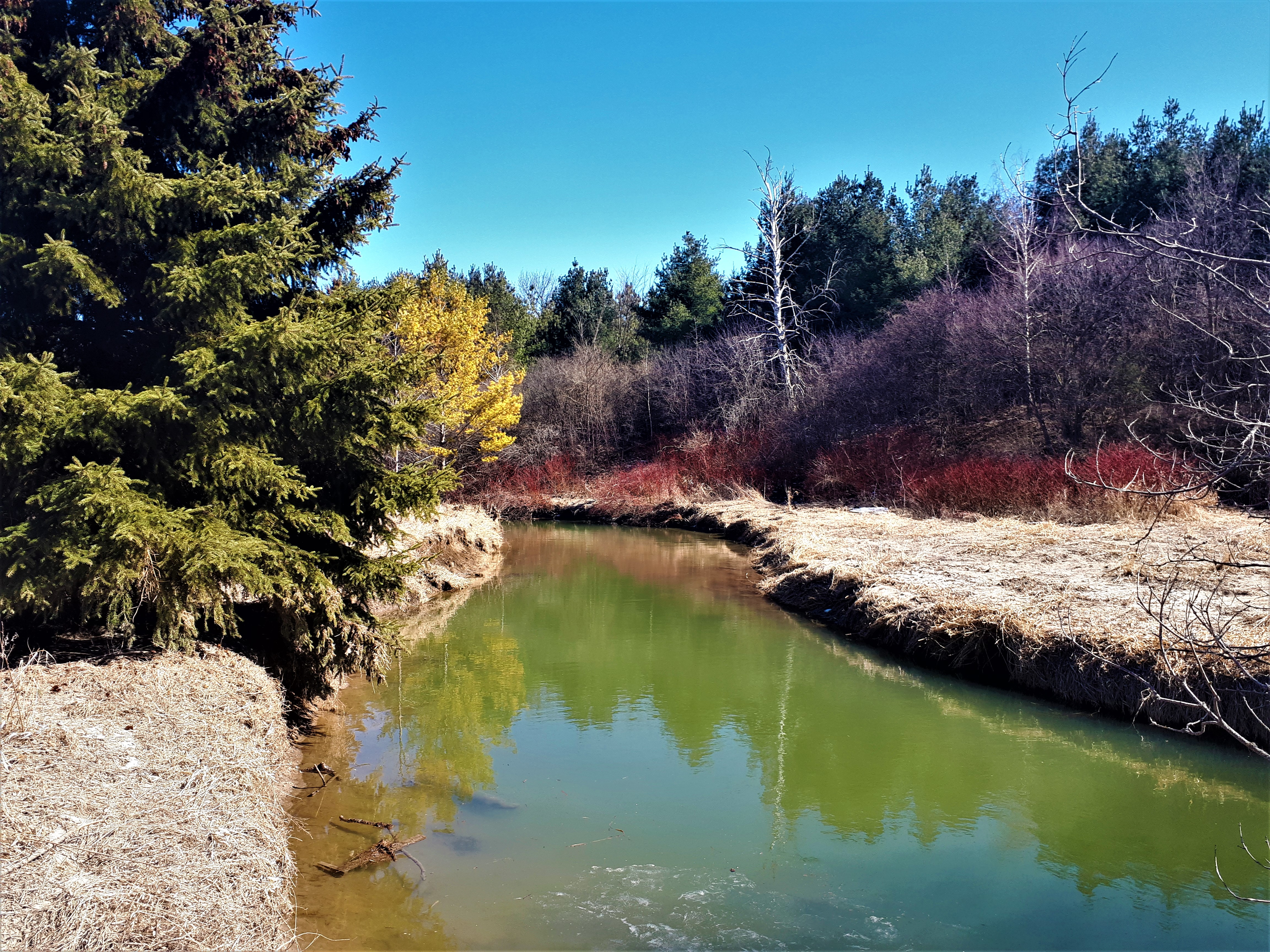
نمایی از رود هلند

رود هلند (انگلیسی: Holland River) رودخانه ای در انتاریو، کانادا است که حوضه آبریز رودخانه هلند را در خلیج کوک، انتهای جنوبی دریاچه سیمکو تخلیه می‌کند.